# Kamakwie
Kamakwie est une ville située dans la province du Nord, en Sierra Leone.

## Source
- (en) Cet article est partiellement ou en totalité issu de l’article de Wikipédia en anglais intitulé « Kamakwie » (voir la liste des auteurs).